# Amilcar (traghetto)
L'Amilcar è un Ro-Ro di proprietà della compagnia di navigazione tunisina CoTuNav.

## Servizio
Varato il 19 maggio 2000 nei cantieri navali Flensburger Schiffbau-Gesellschaft di Flensburgo e consegnato il 28 agosto successivo alla U.N. Ro-Ro, prende servizio a settembre dello stesso anno sulla rotta merci tra Istanbul e Trieste.
Il 17 gennaio 2005 viene ceduto alla Norfolkline e successivamente all'unione con la Maersk, passa a quest'ultima è viene ribattezzato Maersk Vlaardingen nel luglio successivo a La Valletta, luogo in cui rimane dal 20 luglio al 4 agosto per lavori di adeguamento alla linea.

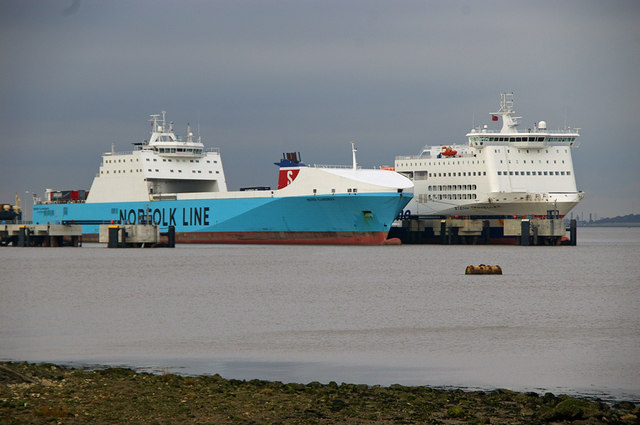
Il Maersk Vlaardingen nel 2008.

Dal 2 ottobre 2006 entra in linea sulla Vlaardingen-Killingholme e dal maggio del 2009 sulla Vlaardingen-Felixstowe.

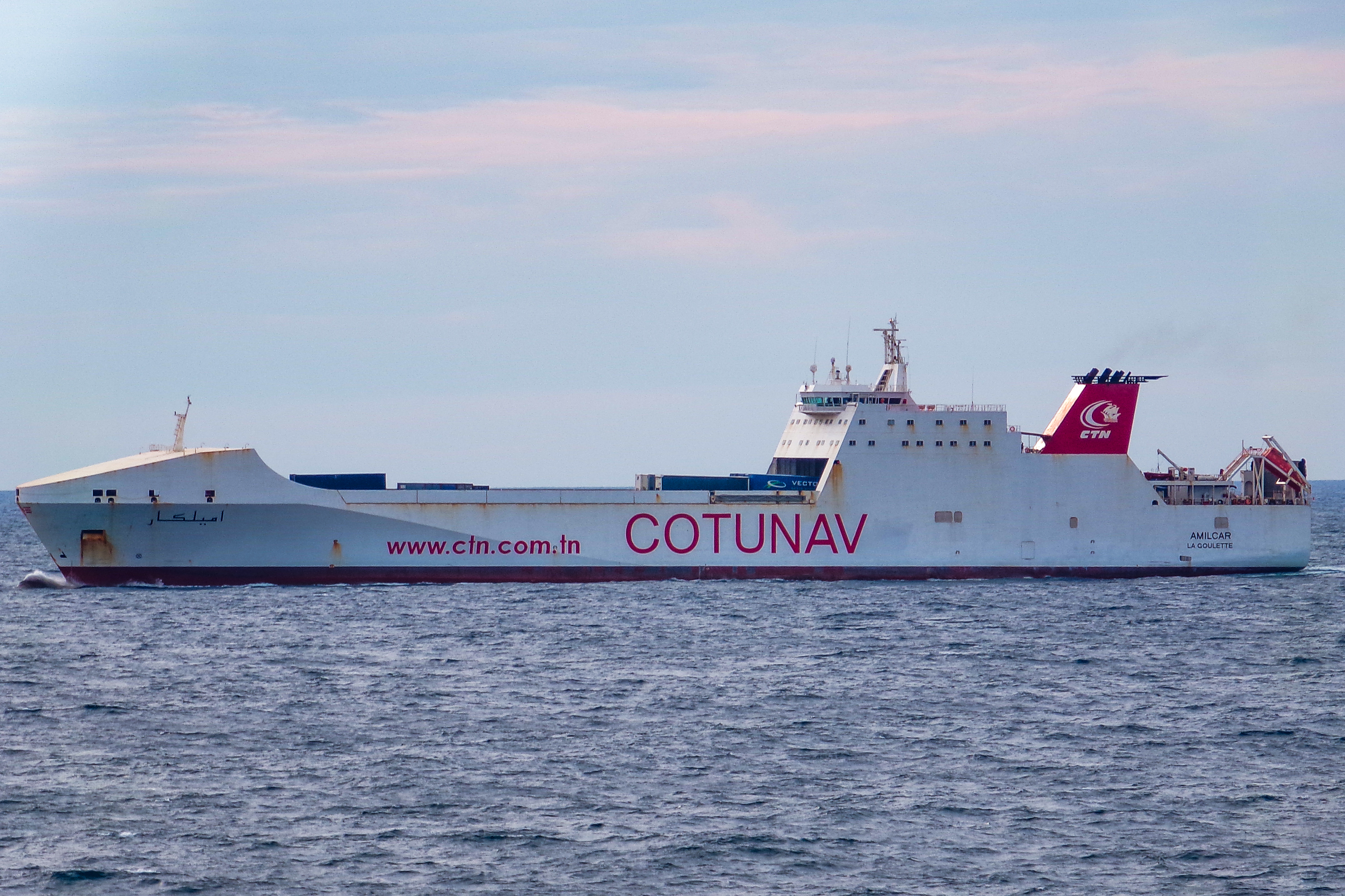
L'Amilcar in partenza da Livorno per La Goulette a luglio 2024.

Il 1 dicembre 2009 viene venduto alla tunisina CoTuNav insieme al gemello Maersk Voyager, terminando il servizio per Maersk-Norfolkline nel gennaio successivo nel porto di Vlissingen e ribattezzato Amilcar. Il 30 gennaio 2010 parte da Vlissingen per La Goulette e prende servizio sulla Rades-Marsiglia a partire dal 6 febbraio.

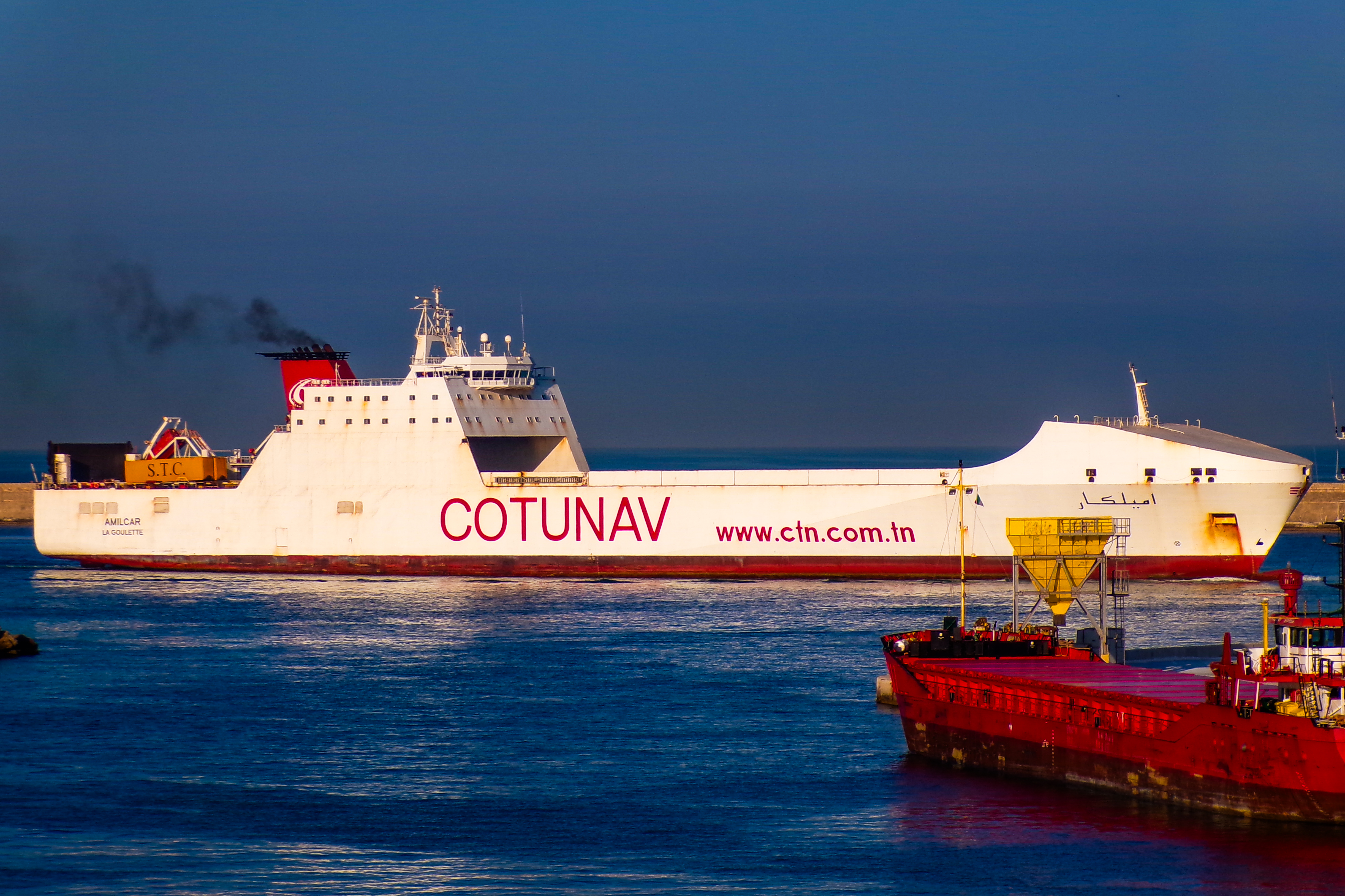
L'Amilcar in arrivo a Livorno da Rades a luglio 2024.

## Navi gemelle
- Elyssa
- Gallipoli Seaways
- Adriyatik
- Cappadocia Seaways
- Olympos Seaways